# Vic-Fezensac
Vic-Fezensac (gaskognisch: Vic en Fesensaguet) ist eine französische Kleinstadt mit 3.578 Einwohnern (Stand 1. Januar 2022) im Département Gers in der Region Okzitanien; sie gehört zum Arrondissement Auch und zum Gemeindeverband Artagnan de Fezensac.

## Geografie
Vic-Fezensac liegt rund 26 Kilometer nordwestlich der Stadt Auch im Zentrum des Départements Gers und gehört zum Weinbrandgebiet Armagnac.
Die Kleinstadt liegt im Tal des Flusses Osse.

## Geschichte
Das Gemeindegebiet ist seit der Eisenzeit besiedelt. Dies belegen Überreste eines Oppidums. Es gibt zudem Funde aus gallo-römischer Zeit. Im 11. Jahrhundert existierten eine Siedlung und eine Festung (Bastide). Die Herrschaft wurde seit Karl dem Großen von den Grafen von Fezensac regiert. In der Zeit der Hugenottenkriege wechselte im Zeitraum von 20 Jahren (ab 1569) acht Mal die Herrschaft (Hugenotten oder Katholiken) über Vic-Fezensac.
Von der Reblauskrise, die die Weinberge in den Landgemeinden in der Umgebung zerstörte, war die Gemeinde wegen seiner zahlreichen Berufsstände weniger betroffen. Dennoch kam es zu einer Krise, da sich durch die Bevölkerungsabnahme in der Gegend die Nachfrage nach Gütern und Dienstleistungen verringerte.  Die Folge war der Fortzug vieler Menschen in wirtschaftlich stärkere Gebiete zwischen 1880 und 1920. Vic-Fezensac gehörte zur Region Comté de (Vic-)Fezensac innerhalb der Gascogne und war über Jahrhunderte der Verwaltungssitz dieser Grafschaft. Der Ort gehörte von 1793 bis 1801 zum District Auch, zudem von 1793 bis 1801 zum Kanton Vic-sur-Losse (Name der Gemeinde und des Kantons zwischen 1793 und 1801). Dessen Nachfolgekanton war von 1801 bis 2015 der Wahlkreis (Kanton) Vic-Fezensac.

### Bevölkerungsentwicklung
| Jahr                       | 1962 | 1968 | 1975 | 1982 | 1990 | 1999 | 2006 | 2012 | 2020 |
| Einwohner                  | 3441 | 3966 | 4111 | 3978 | 3683 | 3614 | 3592 | 3622 | 3583 |
| Quellen: Cassini und INSEE |      |      |      |      |      |      |      |      |      |

## Kultur und Sehenswürdigkeiten
- Kirche Saint-Pierre
- weitere Kirchen und Kapellen auf dem Gebiet der Gemeinde (Église des Cordeliers, Sainte-Madeleine, Notre-Dame dévoyée)
- Wegkreuze und Steinkreuze
- zwei Lavoirs in Goulin und La Glacière
- Schloss Le Pimbat De Cruzalet aus dem 16. Jahrhundert

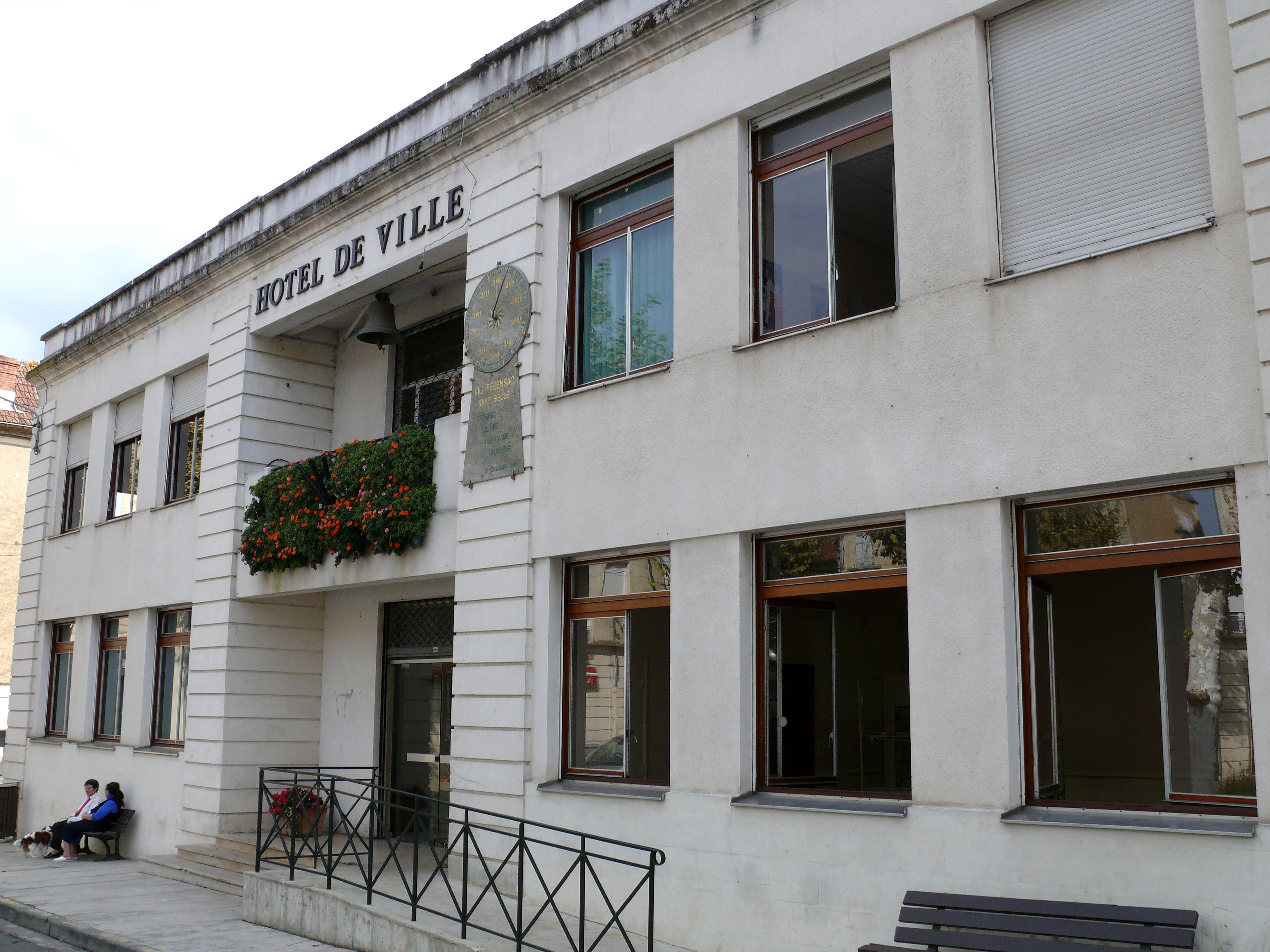
Rathaus (Hôtel de ville)
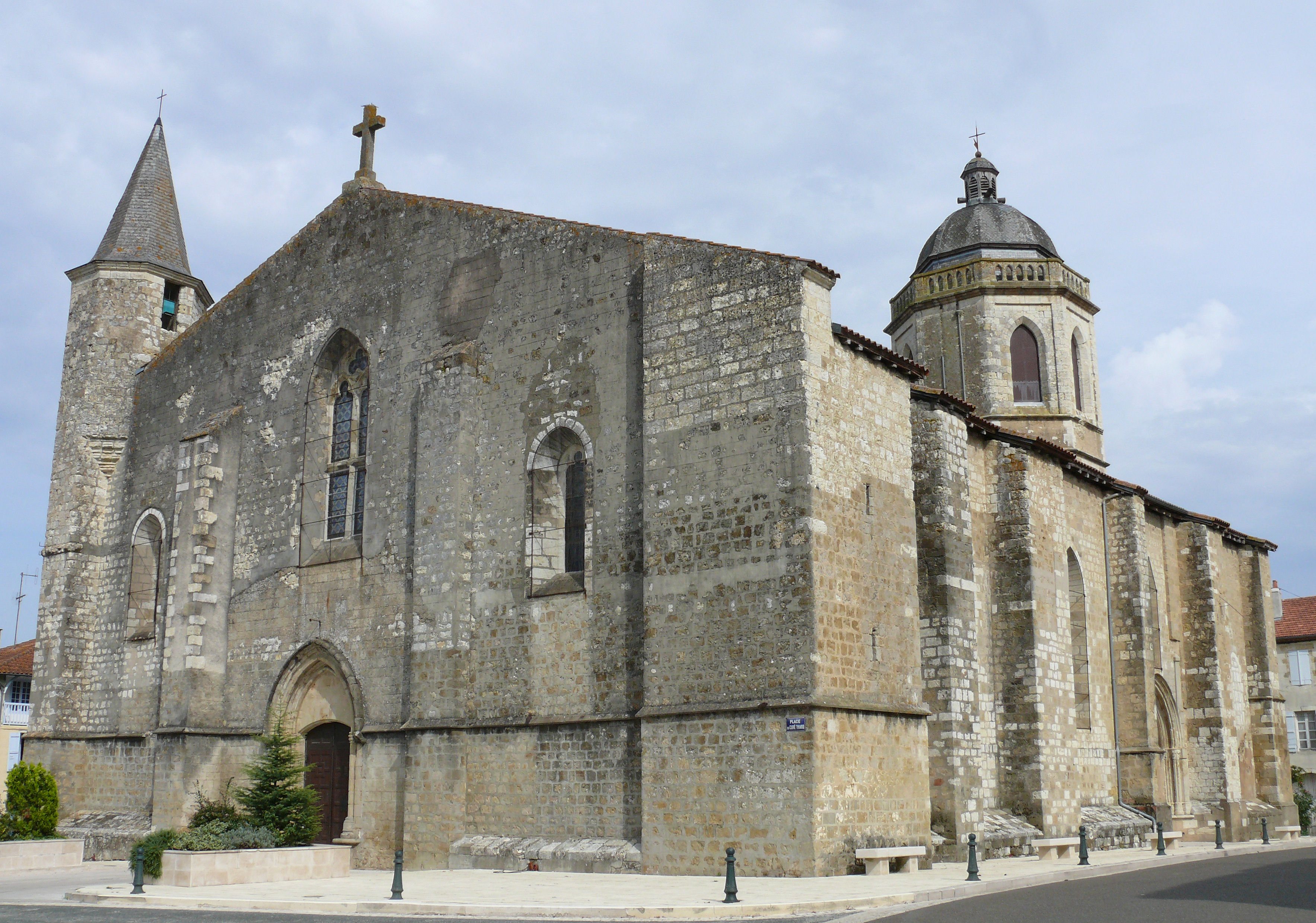
Kirche Saint-Pierre
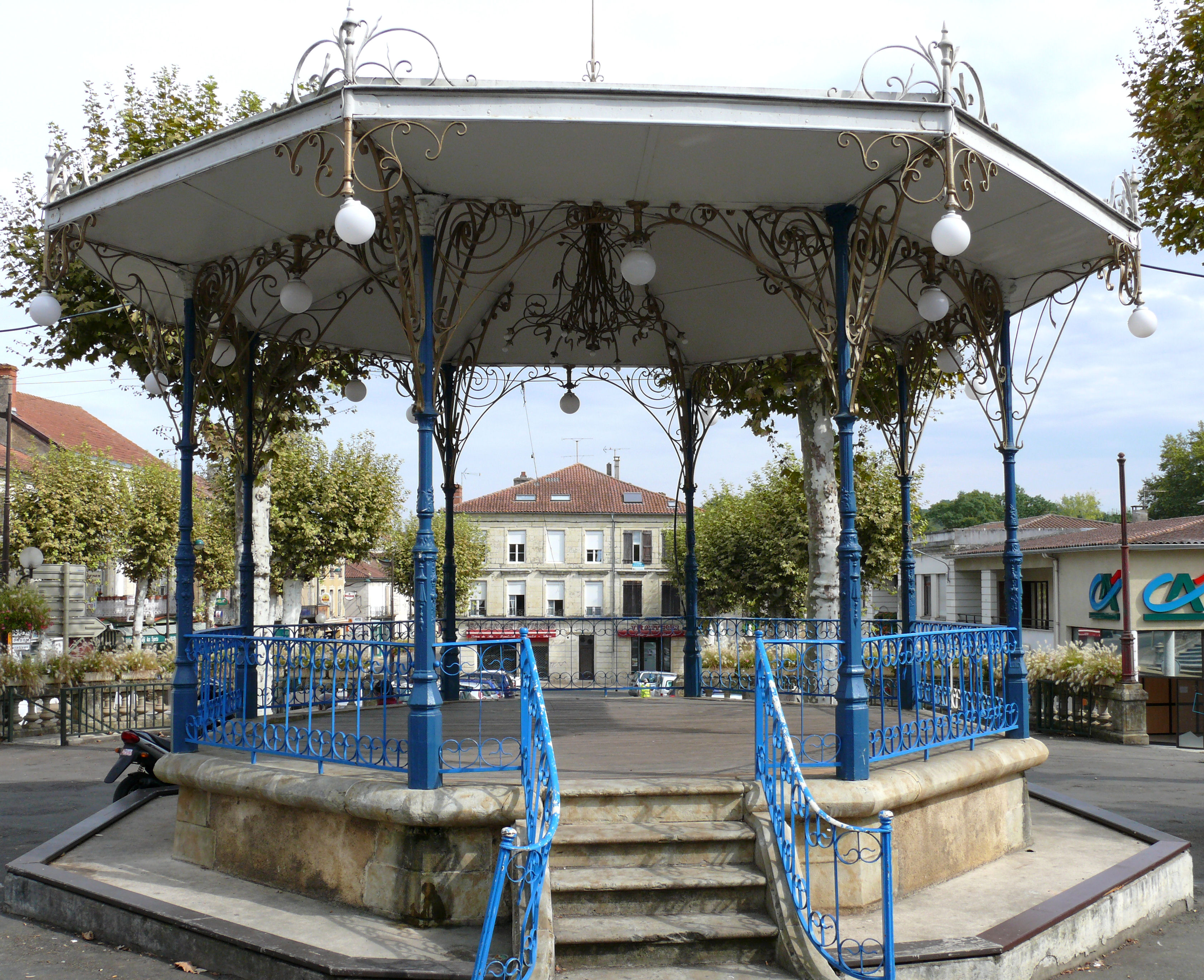
Musikpavillon
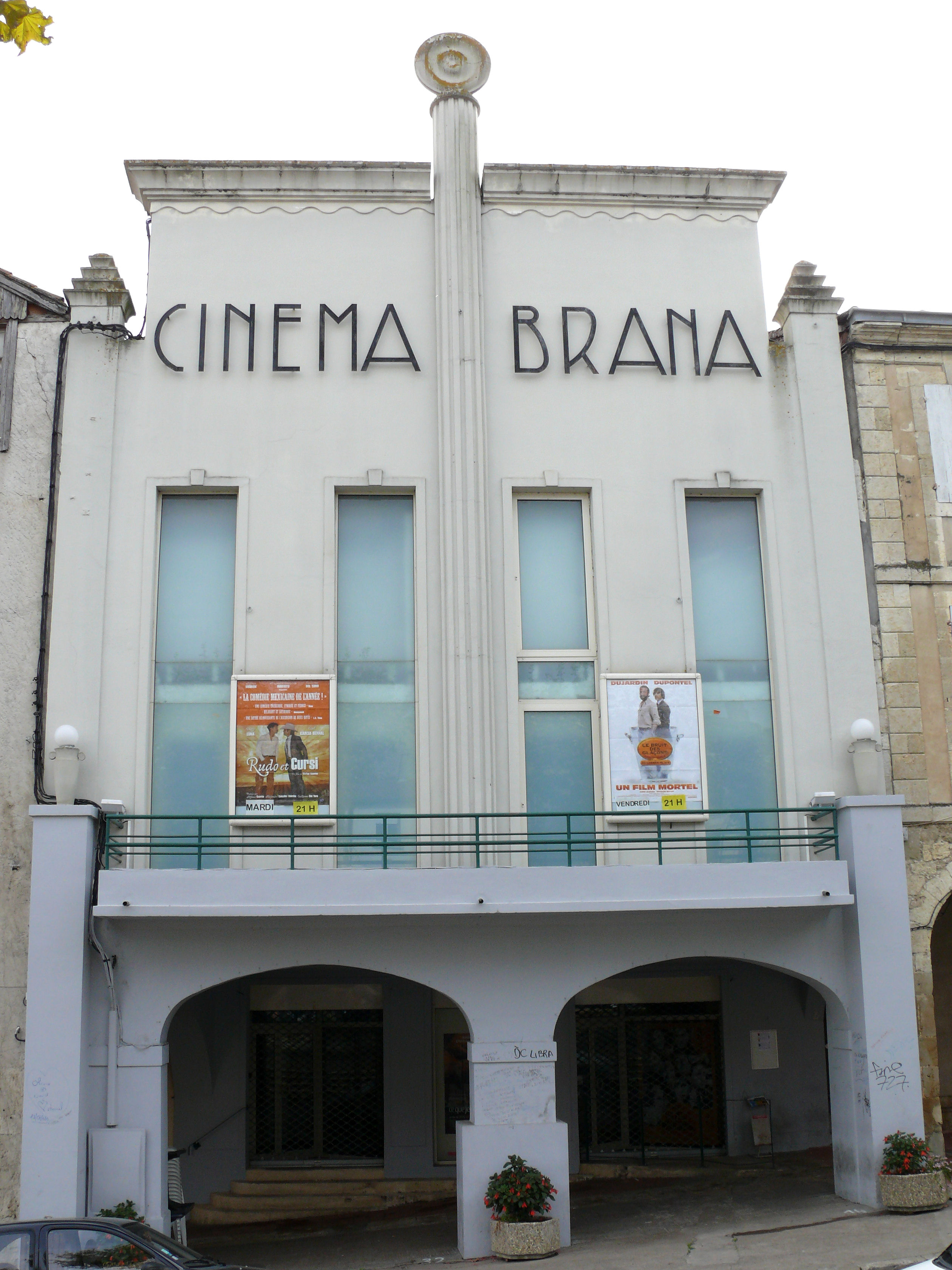
Kino in Vic-Fezensac

### Regelmäßige Veranstaltungen
In Vic-Fezensac findet jährlich im Sommer das Festival Tempo Latino statt, bei dem Künstler aus Lateinamerika auftreten.
Zu Pfingsten finden in Vic-Fezensac Stierkämpfe nach spanischer Art (Corridas) statt.

## Verkehr
Vic-Fezensac liegt an der Nationalstraße 124, die Toulouse mit Saint-Geours-de-Maremne verbindet. Zudem an der Busverbindung Linie 934 Auch – Mont-de-Marsan.

## Persönlichkeiten
- Henry Roujon (1853–1914),  Staatsbeamter, Journalist und Mitglied der Académie française.
- Jean-Paul Chambas (* 1947), Maler
- Denis Pelizzari (* 1960), Radrennfahrer
- Jean Castex (* 1965), französischer Premierminister
- Anthony Jelonch (* 1996), Rugby-Union-Spieler